# توکاپل
توکاپل (به اسپانیایی: Tucapel) یک سکونتگاه مسکونی در شیلی است که در Bío Bío Province واقع شده‌است.

## خصوصیات
توکاپل ۹۱۴٫۹ کیلومترمربع مساحت و ۱۳٬۴۲۷ نفر جمعیت دارد و ۳۳۱ متر بالاتر از سطح دریا واقع شده‌است.